# Mickaël Buffaz
Mickaël Buffaz (Ginevra, 21 maggio 1979) è un ex ciclista su strada e pistard francese.
Professionista dal 2003 al 2012, conta la vittoria di una Paris-Corrèze.

## Carriera
Da dilettante ha vinto la Parigi-Troyes nel 2002. I principali successi da professionista sono stati il Prix des Moissons nel 2003, i campionati francesi su pista nel mezzofondo nel 2008, una tappa al Tour de l'Ain nel 2009, una tappa e la classifica generale della Paris-Corrèze nel 2010. Al 2011, ha partecipato a tre edizioni del Giro d'Italia, due della Vuelta a España e una del Tour de France.

## Palmarès

### Pista
- 2008

Campionati francesi, Mezzofondo

### Strada
- 2002

Parigi-Troyes
1ª tappa Tour de Gironde
Classifica generale Tour de Gironde
Prix Mathias - Ville de Villefranche
- 2003

Prix des Moissons
- 2009

1ª tappa Tour de l'Ain (Bourg-en-Bresse > Saint-Denis-lès-Bourg)
- 2010

1ª tappa Paris-Corrèze (Contres > Saint-Léonard-de-Noblat)
Classifica generale Paris-Corrèze

### Altri successi
- 2004

Descartes (derny)
- 2008

Classifica scalatori Giro del Mediterraneo
- 2009

Classifica scalatori Giro del Mediterraneo

## Piazzamenti

### Grandi giri
- Giro d'Italia

2007: 126º
2008: 121º
2010: non partito (16º tappa)
- Tour de France

2011: 131º
- Vuelta a España

2009: 89º
2010: ritirato (2ª tappa)
2012: 45º

### Classiche
- Liegi-Bastogne-Liegi

2008: 119º
2011: 57º
- Giro di Lombardia

2009: 91º